# Xanthophytum borneense
Xanthophytum borneense är en måreväxtart som först beskrevs av Theodoric Valeton, och fick sitt nu gällande namn av Axelius. Xanthophytum borneense ingår i släktet Xanthophytum och familjen måreväxter. Inga underarter finns listade i Catalogue of Life.